# Camillo Ferro
Mario Camillo Manfredi Ferro (Savona, 20 novembre 1894 – ...) è stato un arbitro di calcio italiano.

## Biografia

### Arbitro
Nello stesso anno in cui si affiliò all'Associazione Italiana Arbitri prese la tessera del Savona F.B.C..
Sostenne l'esame di abilitazione il 13 settembre 1919 alle ore 21 presso il Ristorante Cinetto a Genova e la "commissione giudicante" era composta da Romildo Terzolo (delegato federale dell'AIA), presidente; Giovanni Battista Vagge, Silvio Marengo, Remo Chiapparino e Luciano Berti, membri della commissione.
L'AIA lo inserisce nel secondo elenco degli arbitri a disposizione del Comitato Regionale Ligure.
Il Comitato Regionale Ligure lo utilizzò esclusivamente per le gare dei campionati inferiori: riserve, promozione e terza categoria.
Nel 1920 si trasferì a Milano, passando perciò di competenza del Comitato Regionale Lombardo, e prese la tessera dell'F.C. Internazionale. Il C.R.L. con comunicato del 23 novembre 1920 lo designò a dirigere la sua prima gara di Prima Categoria della stagione 1920-1921: Ausonia Pro Gorla-Casteggio (1-2) del 28 novembre 1920.
È già arbitro federale quando l'Inter decide nel 1921 di secessionare ed aderire alla C.C.I.. Ma Camillo è designato dalla Lega Nord a dirigere solo gare di Seconda Divisione fino alla fine della stagione 1923-1924.
Fu fra i fondatori del Gruppo Arbitri "Umberto Meazza" di Milano, istituito la serata di mercoledì 23 novembre 1927.
Diresse solo 2 gare in Serie A e 6 in Serie B (nella sola stagione 1929-1930). L'ultima gara da lui diretta in Serie A è stata la partita del 5 gennaio 1930 Cremonese-Livorno (1-2).